# De cursu stellarum ratio
De cursu stellarum ratio (auch De cursibus ecclesiasticis) ist eine Schrift, die Gregor von Tours Ende des 6. Jahrhunderts in lateinischer Sprache verfasste. Wie in der erweiterten Überschrift ausgedrückt, soll sie der Einrichtung des officium (Gottesdienst, Stundengebet) dienen. Das Werk zerfällt in zwei sehr unterschiedliche Teile: Ausführungen über die Sieben Weltwunder und Informationen über die Sichtbarkeit von Sonne, Mond und einigen Sternbildern. Die Sieben Weltwunder führen zwar zum zweiten Teil der Schrift hin, bieten aber keine sachdienlichen Informationen, sondern dienen nur dazu, den Leser unterhaltenden zu erbauen, bzw. die Gelehrsamkeit des Autors zu zeigen. Der Titel ist in der Liste der Schriften Gregor von Tours' am Ende seines Hauptwerkes Zehn Bücher Geschichten enthalten, so dass seine Autorenschaft nicht angezweifelt wird.

## Die Sieben Weltwunder (Abschnitt 1 – 35)
Ab dem 2. Jahrhundert v. Chr. kamen in der hellenistischen Welt unterschiedliche Listen bedeutender Bauwerke als Sieben Weltwunder in Umlauf, die im Römischen Reich und schließlich auch von frühchristlichen Schriftstellern weiterentwickelt wurden. Gregor von Tours steht in dieser Tradition. Seine Liste ist: die Arche Noah, die Stadt Babylon, der Tempel Salomons, sepulcrum regis Persici – möglicherweise das Mausoleum von Halikarnassos, der Koloss von Rhodos, das Theater in Heraclea und der Pharos von Alexandria. Damit verzichtet er vor allem auf Kunstwerke mit paganem Bezug, wie etwa die Artemis von Ephesos und stellt biblische und antike Vorstellungen in engen Zusammenhang. Die Stadt Babylon, das Mausoleum von Halikarnassos und der Koloss von Rhodos sind in den meisten antiken Listen enthalten.
Für die Beschreibung Babylons nennt der Autor Paulus Orosius als Quelle, den er auch teils wortgenau zitiert. Die beiden biblischen Werke wurden weder vor noch nach Gregor von Tour zu den Sieben Weltwundern gerechnet.
Den menschlichen Werken fügt Gregor von Tours sieben Werke unseres allmächtigen Gottes bei: Ebbe und Flut des Meeres, Wachstum der Pflanzen, der  Phönix, der Ätna mit einer kurzen Beschreibung aus der Aeneis des Vergil, die heiße Quelle von St. Barthélémy bei Grenoble mit einem Gedichtfragment des Hilarius von Arles, Mond und Sonne. Den Phönix hat Gregor von Tours der Dichtung De ave Phoenice des Laktanz entnommen. Trotz teils wörtlicher Übereinstimmung ändert er die Fabel vom Leben, Tod und Wiedergeburt des Phönix beträchtlich.

## Aufgänge und Untergänge von Sonne, Mond und Sternbildern
In der Antike bis weit ins Mittelalter war es üblich, den Tag und die Nacht in je 12 Stunden zu unterteilen, die dann entsprechend der Jahreszeit verschieden lang waren (ungleiche Stunden oder temporale Stunden). Daneben gab es den Begriff der gleichen Stunde oder äquinoktiale Stunden, die der 24. Teil des vollen Tages von Sonnenaufgang bis Sonnenaufgang ist. Gregor von Tours benutzt in seiner Schrift meistens äquinoktiale Stunden, weil er nur so seine Thematik darlegen kann.
Die Ausführungen zu Sonne und Mond sind durch die Darstellung eines strahlentragenden Männerkopfes und eines mondgekrönten Frauenkopfes geschmückt. Die Angaben zu den Gestirnen sind jeweils durch eine Skizze ergänzt, die das Aussehen der Konstellation vermitteln sollen.

### Die Sonne (Abschnitt 38 – 39)
Gregor von Tour erstellt eine Tabelle der Tageslicht – Dauer für die 12 Monate. Mit diesen summarischen Angaben ist er in der Tradition des Martianus Capella (De nuptiis Philologiae et Mercurii, VIII 876-878). Gregor von Tours Werte orientieren sich an den dort für Rhodos und Hellespont angegebenen Daten, VIIII Stunden für Dezember (Wintersonnenwende) bis XV Stunden für Juni (Sommersonnenwende). Diese Werte stimmen natürlich mit den in Nordfrankreich zu beobachtenden nicht überein. Martianus Capella bietet mit Diaborysthenus (Borysthenes) und Diariphaeon (Riphäisches Gebirge) auch einen nördlicheren Breitengrad an. Diese werden möglicherweise nicht übernommen, weil ihre nicht exakt bestimmte Lage bei Plinius dem Älteren (Naturalis historia, IV 88) mit Dunkelheit und eisigem Nordwind in Verbindung gebracht werden.

### Der Mond (Abschnitt 40 – 41)
Eine Tabelle der Dauer der Sichtbarkeit des Mondes an den einzelnen Tagen des Mondmonats wird aufgestellt. Gerechnet in äquinoktialen Stunden differieren diese Werte erheblich für die einzelnen Monate. Gerechnet in temporalen Stunden ist die Differenz gering und die angegebenen Werte passen in etwa in diesen Bereich. Eine Grundlage zu dieser Tabelle konnte Gregor von Tour bei Plinius dem Älteren (Naturalis historia, XVIII 324f) finden. Ähnliche Tabellen sind aber auch in mehreren computus des frühen Mittelalters enthalten. Z.B. beinhaltet der umfassende Liber de Computo (editiert Patrologia Latina CXXIX), dessen Archetyp möglicherweise zu Lebzeiten des Gregor von Tour durch Columban von Luxeuil nach Burgund gebracht wurde in Kapitel LXV solche Angaben.

### Sternbilder (Abschnitt 42 – 73)
Das neue Thema beginnt mit einer Aufstellung der Aufgänge und Untergänge von 14 Sternbildern. Gregor von Tours gibt an, dass er die Namen der einheimischen Landbewohner und nicht die Namen der antiken Dichter verwenden will (Abschnitt 36), die ja auch im Mittelalter, z. B. in der Leidener Aratea bekannt waren. Allerdings taucht dann doch die Bezeichnung pliadas auf. Auch die Bezeichnung plaustrum für den Großen Wagen findet sich bereits bei Ovid und in der Aratea des Germanicus.
Schon in der ersten gedruckten Ausgabe wurde versucht, die Sternbilder zu bestimmen.
Durch Rückrechnung des gegenwärtigen Sternenhimmels auf das Jahr 580 und Vergleich mit den Skizzen sowie Berücksichtigung der Auf- und Untergänge wurde erneut versucht, die Sternbilder zu identifizieren und die astronomischen Angaben zu bewerten. Mit einiger Sicherheit wurde u. a. der Orion, der Große Wagen und der Schwan erkannt. Allerdings korrelieren die angegebenen Zeiten mit den errechneten sowohl für den Breitengrad von Tours als auch für südlichere Breitengrade sowohl in gleichen wie ungleichen Stunden nur lose. In den Abschnitten 61 – 73 formuliert Gregor von Tours auf Grund des Vorangegangenen für die einzelnen Monate Vorschriften für den Beginn der Vigilien (Gebet nach Sonnenuntergang) und der Matutin (Gebet vor Sonnenaufgang):
In octubre uero falcis illa cum oritur, mediam noueris esse noctem; ... deinde adtende rubeolam, quae cum hora diei uenerit secunda, si signum ad matutinum moueas, decim poteris...
Wenn im Oktober die Sichel aufgeht, ist die Mitte der Nacht; dann beobachte den Rotglänzenden (Stern), der mit der zweiten Stunde des Tages kommt; wenn das Zeichen zur Matutin ist, kannst du ...
Die Quellen, aus denen Gregor von Tour diese Kenntnisse schöpft, sind nicht bekannt. Das nächtliche Gebet wird schon bei Augustinus von Hippo vorgeschrieben. In dem De Institutis Coenobiorum des Johannes Cassianus werden die Gebete über Tag und Nacht verteilt (Buch II, 17 ... stellarum cursu praestitutum congregartionis tempus explorans = ... nach dem Lauf der Sterne die bestimmte Zeit der Zusammenkunft ermittelnd). Auch in der zeitnahen Magisterregel werden die nächtlichen Gebetszeiten behandelt (33. Die Gottesdienste in der Nacht: ... von Ostern bis 24. September, dem winterlichen Äquinoktium, sollen die Brüder wegen der kürzeren Nächte die Nokturnen mit dem Hahnenschrei beginnen). In beiden Texten wird aber keine zahlenmäßige Bindung an Sonnen-, Mond- oder Gestirnenlauf versucht. Später wird dann das Hilfsmittel der Wasseruhren eingeführt.

## Weiterleben und Überlieferung
Das Werk wurde nur wenig weiterverbreitet und verwendet. Möglicherweise verhinderten dies die enthaltenen Ungenauigkeiten und falschen Zeitangaben. Es sind nur zwei Handschriften erhalten, eine des 8. Jahrh., die in der Staatlichen Bibliothek Bamberg aufbewahrt wird (Patres 61), und eine des 12. Jahrh. im Vatikan (Cod. Urbinat. Lat. 67). Die früheste Edition wurde von Henr. Aenoth. Frid. Haase nach der Bamberger Handschrift 1853 durchgeführt, der auch Nachzeichnungen der Sonnen-, Mond- und Gestirnendarstellung eingefügt sind.

## Textausgabe
- Henr. Aenoth. Frid. Haase: Gregorii Turonensis Episcopi libro De Cursu Stellarum..., Breslau 1853